# 第55回世界卓球選手権個人戦
第55回世界卓球選手権個人戦（英: 2019 World Table Tennis Championships）は、2019年4月21日から4月28日までハンガリー・ブダペストで開催された世界卓球選手権である。

## 概要
2016年3月、国際卓球連盟は世界選手権クアラルンプール大会における総会で2019年大会の開催地をハンガリーのブダペストに決定した。ブダペストでの開催は1950年の第17回大会以来69年ぶり4回目。

## 大会日程
すべてのイベントの予選は4月21と22日に実施
|  | 本戦 |
|  | 決勝 |

| Date           | 4月22日 | 4月23日 | 4月24日 | 4月25日 | 4月26日 | 4月27日 | 4月28日 |
| -------------- | ------- | ------- | ------- | ------- | ------- | ------- | ------- |
| 男子シングルス |         | R1, R2  | R3      | R4      | QF      | SF      | F       |
| 女子シングルス |         | R1, R2  | R3, R4  | QF      | SF      | F       |         |
| 男子ダブルス   | R1      | R2      | R3      | QF      | SF      | F       |         |
| 女子ダブルス   | R1      | R2      | R3      | QF      |         | SF      | F       |
| 混合ダブルス   | R1, R2  |         | R3, QF  | SF      | F       |         |         |

## メダル獲得者
| 順    | 国・地域     | 金 | 銀  | 銅 | 計  |
| ----- | ------------ | -- | --- | -- | --- |
| 1     | 中国         | 5  | 1   | 6  | 12  |
| 2     | 日本         | 0  | 2   | 1  | 3   |
| 3     | スウェーデン | 0  | 1   | 0  | 1   |
| 4     | ルーマニア   | 0  | 0.5 | 0  | 0.5 |
| 4     | スペイン     | 0  | 0.5 | 0  | 0.5 |
| 6     | ドイツ       | 0  | 0   | 1  | 1   |
| 6     | ポルトガル   | 0  | 0   | 1  | 1   |
| 6     | 韓国         | 0  | 0   | 1  | 1   |
| Total | Total        | 5  | 5   | 10 | 20  |

### 結果
| 種目           | 金            | 銀                                        | 銅                                          |
| -------------- | ------------- | ----------------------------------------- | ------------------------------------------- |
| 男子シングルス | 馬龍          | マティアス・ファルク                      | 梁靖崑                                      |
| 男子シングルス | 馬龍          | マティアス・ファルク                      | 安宰賢                                      |
| 女子シングルス | 劉詩雯        | 陳夢                                      | 丁寧                                        |
| 女子シングルス | 劉詩雯        | 陳夢                                      | 王曼昱                                      |
| 男子ダブルス   | 馬龍 王楚欽   | オビディウ・イオネスク アルバロ・ロブレス | ティアゴ・アポローニャ ジョアン・モンテイロ |
| 男子ダブルス   | 馬龍 王楚欽   | オビディウ・イオネスク アルバロ・ロブレス | 梁靖崑 林高遠                               |
| 女子ダブルス   | 孫穎莎 王曼昱 | 早田ひな 伊藤美誠                         | 橋本帆乃香 佐藤瞳                           |
| 女子ダブルス   | 孫穎莎 王曼昱 | 早田ひな 伊藤美誠                         | 陳夢 朱雨玲                                 |
| 混合ダブルス   | 許昕 劉詩雯   | 吉村真晴 石川佳純                         | 樊振東 丁寧                                 |
| 混合ダブルス   | 許昕 劉詩雯   | 吉村真晴 石川佳純                         | パトリック・フランチスカ ペトリッサ・ゾルヤ |

## 日本代表
総監督は宮﨑義仁、男子監督は倉嶋洋介、女子監督は馬場美香
男子代表は張本智和（4位）、丹羽孝希（8位）、水谷隼（13位）、吉村和弘（50位）、森薗政崇（45位）
女子代表は石川佳純（6位）、伊藤美誠（7位）、平野美宇（9位）、佐藤瞳（13位）、加藤美優（22位）
種目別代表
- 男子シングルス(5名)　張本智和、丹羽孝希、水谷隼、吉村和弘、森薗政崇
- 女子シングルス(5名)　石川佳純、伊藤美誠、平野美宇、佐藤瞳、加藤美優
- 男子ダブルス(2組)　森薗政崇/大島祐哉、張本智和/木造勇人
- 女子ダブルス(2組)　伊藤美誠/早田ひな、佐藤瞳/橋本帆乃香
- 混合ダブルス(2組)　吉村真晴/石川佳純、森薗政崇/伊藤美誠

### 男子シングルス
- 張本智和 - 4回戦敗退
- 丹羽孝希 - 準々決勝敗退
- 水谷隼 - 3回戦敗退
- 吉村和弘 - 2回戦敗退
- 森薗政崇 - 3回戦敗退

### 女子シングルス
- 石川佳純 - 4回戦敗退
- 伊藤美誠 - 3回戦敗退
- 平野美宇 - 準々決勝敗退
- 佐藤瞳 - 4回戦敗退
- 加藤美優 - 準々決勝敗退

### 男子ダブルス
- 森薗政崇/大島祐哉 - 2回戦敗退
- 張本智和/木造勇人 - 3回戦敗退

### 女子ダブルス
- 伊藤美誠/早田ひな - 準優勝[3]
- 佐藤瞳/橋本帆乃香 - 準決勝敗退（3位）

### 混合ダブルス
- 吉村真晴/石川佳純 - 準優勝[4]
- 森薗政崇/伊藤美誠 - 準々決勝敗退

## 日本での放送
テレビ東京とTXN系列局とBSテレ東で放送され、同局を通じてインターネットでも無料で配信された。またParaviでは独自の解説・実況で有料配信された。J SPORTSでは独自の解説・実況で録画中継。